# 弗丽达·内瓦莱宁
弗丽达·内瓦莱宁（芬蘭語：Frida Nevalainen，1987年1月27日—），瑞典女子冰球运动员。她曾代表瑞典参加2006年和2010年冬季奥林匹克运动会冰球比赛，其中2006年冬季奥运会获得一枚银牌。